# Del M. Clawson
Del M. Clawson właściwie Delwin Morgan Clawson (ur. 11 stycznia 1914 w Thatcher, zm. 5 maja 1992 w Downey) – amerykański polityk, członek Partii Republikańskiej.

## Działalność polityczna
Od 1957 do 1963 był burmistrzem Compton. Następnie od 11 czerwca 1963 do 3 stycznia 1975 przez sześć kadencji był przedstawicielem 23. okręgu, a od 3 stycznia 1975 do rezygnacji 31 grudnia 1978 przez dwie kadencje 33. okręgu wyborczego w stanie Kalifornia w Izbie Reprezentantów Stanów Zjednoczonych.